# Иншоуинцзы
Горнодобывающий район Иншоуинцзы (кит. упр. 鹰手营子矿区, пиньинь Yīngshǒuyíngzi kuàngqū) — район городского подчинения городского округа Чэндэ провинции Хэбэй (КНР). Название района в переводе означает «Лагерь орлиноруких». Район состоит из двух не связанных между собой территорий.

## История
При империи Цин это были места, которые в соответствии с учением «фэншуй» ограждали Восточные могилы правящей династии. Здесь жило несколько семей, которые занимались охотой на зверей и птиц, ежегодно приносимых в жертву на этих могилах; за быстроту и ловкость этих охотников прозвали «орлинорукими» — отсюда и название места.
Район был выделен из уезда Синлун в 1956 году. В 1960 году был ликвидирован, в 1965 году воссоздан.

## Административное деление
Горнодобывающий район Иншоуинцзы делится на 4 посёлка.